# ウラムラサキ (植物)

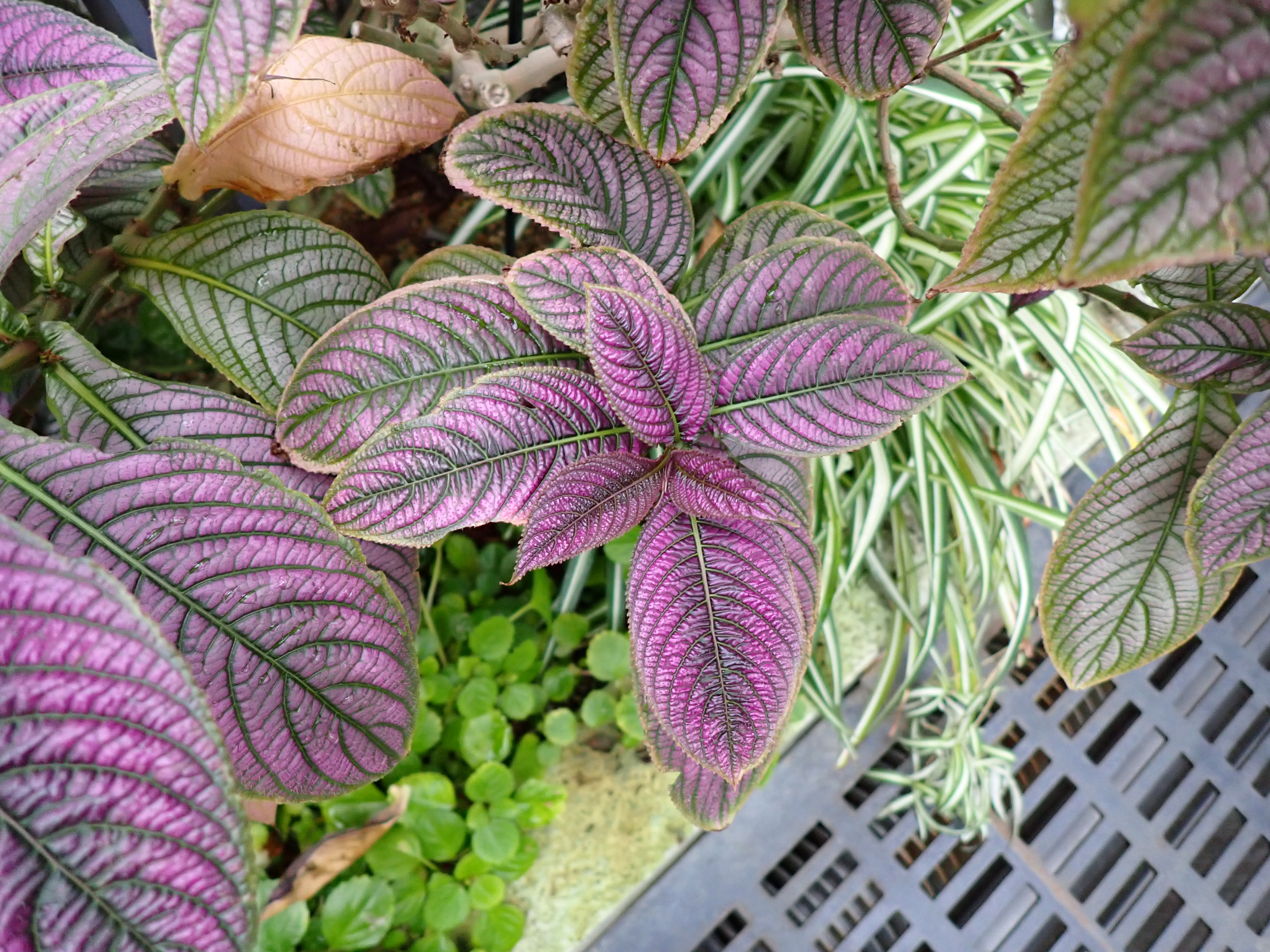
ウラムラサキ（2024年11月 名古屋市 東山動植物園）

ウラムラサキ（学名：Strobilanthes dyeriana）はキツネノマゴ科イセハナビ属の常緑低木。種小名はイギリスの植物学者ウィリアム・ターナー・シセルトン＝ダイアーへの献名。

## 特徴
高さ1.5 mほど。葉柄は無く、葉は長さ15–25 cm、卵形で両端はとがり、葉縁に鋸歯をもつ。葉縁と葉脈は緑色で、間に紫色が入り、金属様の光沢をもつ。葉裏は全体が紫色。葉腋に穂状花序をつける。花冠は径4 cm、青紫色の筒型で、先は5裂する。雄しべは4本。

## 分布
ミャンマー原産。

## 利用
高温多湿を好む。冬越しには最低気温10–12℃以上が必要。

## 分類
本種の学名については、YListではStrobilanthes dyeriana、POWOではStrobilanthes auriculataの変種var. dyerianaとしている。本項においては前者の表記に従う。